# 62 Aurigae
62 Aurigae, som är stjärnans Flamsteed-beteckning, är en ensam stjärna i den västra delen av stjärnbilden Kusken,. Den har en skenbar magnitud på ca 6,02 och är mycket svagt synlig för blotta ögat där ljusföroreningar ej förekommer. Baserat på parallax enligt Gaia Data Release 2 på ca 5,8 mas, beräknas den befinna sig på ett avstånd på ca 559 ljusår (ca 172 parsek) från solen. Den rör sig bort från solen med en heliocentrisk radialhastighet av ca 25 km/s.

## Egenskaper
62 Aurigae är en orange till gul jättestjärna av spektralklass K2 III. Den har en radie som är ca 22 solradier och utsänder ca 167 gånger mera energi än solen från dess fotosfär vid en effektiv temperatur på ca 4 400 K.